# MC Millaray
Millaray Jara Collio, coneguda pel seu nom artístic de MC Millaray, és una rapera i activista política maputxe xilena en llengua castellana i maputxe.

## Trajectòria
El seu pare Alexis Jara i la seva mare Claudia Collío van criar, tant a ella com els seus dos germans petits, a la localitat de La Pincova, a la comuna de Huechuraba. El seu pare és raper i cantant de hip-hop i, gràcies a ell, va desenvolupar l'interès per aquest gènere musical i la cultura maputxe. Quan tenia cinc anys va començar a compondre les seves pròpies rimes i cançons. El 2016, amb deu anys, va captar l'atenció del públic quan va actuar al programa matinal de TVN amb una cançó que va compondre per si sola.
L'any 2020 va ser nomenada portaveu de la Xarxa per a la Defensa dels Infants Maputxes, després de compondre una cançó per a l'entitat. Aquell mateix any va participar en el segon episodi de la sèrie de TVN Somos los niños i va publicar una cançó titulada October Rebellion (Rebelión de octubre) amb Ana Tijoux, commemorant l'aniversari d'un any de l'esclat social a Xile. El 2022 va actuar a la Setmana del Clima de Nova York al costat d'altres artistes internacionals.
És una jove líder per a la independència del poble maputxe i utilitza la seva música per destacar la lluita del seu poble indígena per l'autogovern. En aquest sentit, va tenir un paper rellevant en la campanya pel referèndum per aprovar la independència del poble maputxe, que finalment no es va votar. En una de les seves cançons durant la campanya va demanar el retorn dels maputxes a les seves terres, el Wallmapu, amb proclames com: «soc una petita rapera maputxe, no m'identifico com a xilena», m'identifico «amb la nostra lluita, amb la nostra resistència, amb la nostra infància maputxe», «han passat molts actes de violència, vull reflectir aquesta realitat».